# Captain Tomaday
Captain Tomaday (キャプテン・トマディ Kyaputen Tomadi?) es un videojuego de tipo Matamarcianos desarrollado y editado por SNK en 1999 para Neo-Geo MVS (NGM 0249).